# 工人革命党—托洛茨基主义
工人革命党—托洛茨基主义（希臘語：Εργατικό Επαναστατικό Κόμμα - Τροτσκιστές，缩写为）是希腊的一个托洛茨基主义政党。该党成立于1985年，当时取名为工人革命党，后改现名。该党的前身是1963年成立的“国际工人联盟”。该党的政治立场是极左翼。该党的意识形态是共产主义、马克思主义、托洛茨基主义。该党曾是争取第四国际重建协调委员会的支部。